# Падилья-и-Рамос, Мариано
Мариа́но Пади́лья-и-Ра́мос (исп. Francisco de Asís Mariano del Carmen Marco Padilla y Ramos; 18 июля 1843 — 21 ноября 1906) — испанский оперный певец (баритон), наиболее известный исполнением главной партии в опере «Дон Жуан» Моцарта.

## Биография
Мариано Падилья-и-Рамос родился в семье адвоката в городе Мурсия, музыкальное образование получил в Мадридской консерватории, затем у Джорджо Ронкони и Теодуло Мабеллини во Флоренции; с 1857 года начал выступать во многих европейских странах: дебютировал в Мессине, в 1867 году выступал в Копенгагене (в частности, 18 мая 1867 года исполнил главную партию в датской премьере оперы Верди «Бал-маскарад»), затем пел в Италии (в том числе в Турине, Флоренции, Милане и Неаполе), Германии и Австро-Венгрии (с 1875 по 1880 год; в том числе в Вене и Берлине), в Англии, где, в частности, пел в «Диноре» Джакомо Мейербера в 1881 году, Скандинавии и России (совершил поездку по этим странам в 1888 году). В 1877, 1883 и 1887 годах приезжал в Стокгольм. В 1887 году дебютировал на сцене Ковент-Гардена и в том же году в Праге к столетию премьеры «Дон Жуана» Моцарта.
Известен также своим браком с бельгийской оперной певицей Дезире Арто, с которой играл в одной оперной труппе. Брак был заключён 15 сентября 1869 года либо в Севре, либо в Варшаве. В 1889 году оставил сцену и вместе с женой поселился в Париже, где прожил до конца жизни и работал педагогом по вокалу. Их дочь, сопрано Лола Арто де Падилья, также стала известной оперной певицей. Умер в Париже в 64-летнем возрасте, его супруга пережила его лишь на четыре месяца.
Пел на главных сценах всех стран, в том числе в Санкт-Петербурге и других русских городах. Германский император Вильгельм I удостоил Падилью звания придворного певца. По воспоминаниям современников, хорошо пел баритонные партии во всех операх итальянского репертуара: «Риголетто», «Мари де Роган», «Севильском Цирюльнике» и так далее. Его баритон оценивался как «мягкий и гибкий».